# Liste von Tornados 2007
Zu den Tornados im Jahre 2007 zählen mehrere hundert belegte Ereignisse mit Tornados allein in Europa.

## Tornados in Europa
Zu den Stellen, die Ereignisse dokumentieren, zählt die European Severe Weather Database, welche vom European Severe Storm Laboratory, einer Organisation zur Erforschung und Erfassung von Unwetterereignissen in Europa, betrieben wird.
Die Intensität von Tornados wird in Europa mit der TORRO-Skala in Verbund mit der Fujita-Skala klassifiziert, die neben dem Schadensausmaß an Gebäuden und unter Berücksichtigung der Stabilität der jeweils vorliegenden Bauweise auch das Schadensausmaß an der Vegetation heranzieht.
Die Gesamtzahl an Tornados in Europa im Jahr 2007 beträgt 361 (Stand: 11. Januar 2008). Zwei Tornados erreichten die Intensität T7/F3, was einem „stark zerstörenden Tornado“ mit Rotationsgeschwindigkeiten zwischen 300 und 342 km/h entspricht, welche sich am 18. Januar 2007 im Osten Deutschlands und am 22. Juli 2007 im Nordwesten der Ukraine ereigneten.
Statistik
- im Januar 22 Tornados in Europa, betroffene Regionen: Frankreich, Deutschland, Großbritannien (Vereinigtes Königreich), Schweden, Kroatien, Portugal, Tschechische Republik
- im Februar 8 Tornados in Europa, betroffene Regionen: Frankreich, Schweden, Deutschland, Tschechische Republik
- im März 3 Tornados in Europa, betroffene Regionen: Frankreich, Großbritannien, Spanien
- im April 2007 5 Tornados in Europa, betroffene Regionen: Spanien, Schweiz, Norwegen
- im Mai 2007 69 Tornados in Europa, betroffene Regionen: gesamtes Europa
- im Juni 58 Tornados in Europa, betroffene Regionen: Deutschland, Großbritannien, Ukraine, Russland (südliche Regionen), Moldawien, Dänemark, Serbien
- im Juli 2007 86 Tornados in Europa, betroffene Regionen: gesamtes Europa
- im August 2007 61 Tornados in Europa, betroffene Regionen: gesamtes Europa
- Im September 2007 27 Tornados in Europa, betroffene Regionen: überwiegend Südeuropa
- Im Oktober 2007 16 Tornados in Europa, betroffene Regionen: überwiegend Südwesteuropa und Südosteuropa
- im November 2007 4 Tornados in Europa, betroffene Regionen: Deutschland, Griechenland, Spanien und Frankreich (Korsika)
- im Dezember 2007 2 Tornados in Europa, betroffene Region: Frankreich

## Deutschland
- Im Zuge des Orkantiefs Kyrill bildeten sich am 18. Januar mindestens drei Tornados über Deutschland.
  - Gegen 18 Uhr Mitteleuropäischer Zeit (MEZ) zog ein starker Tornado der Intensität T6/F3 durch die Ortsbereiche Brachwitz und Kemnitz im Landkreis Potsdam-Mittelmark und Landkreis Teltow-Fläming (Brandenburg), 50 Kilometer südsüdwestlich von Berlin. Die verursachte Schneise war 11 Kilometer lang und bis zu 500 Meter breit. Zahlreiche Gebäude wurden beschädigt, Dächer fortgerissen, einzelne Scheunen bis auf die Grundmauern zerstört und mehr als 7000 Festmeter Holz geworfen. Einzelne Trümmerteile wurden bis zu einem Kilometer weit gewirbelt und beschädigten lokale Stromleitungen. Die Schadenssumme dieses Tornados wurde mit einigen hunderttausend Euro beziffert. In der Ortslage Brachwitz wurde ein Mann von umherfliegenden Trümmerteilen verletzt.
  - Ein weiterer starker Tornado, der stärkste Tornado des Jahres 2007 in Deutschland, mit der Intensität T7/F3 zog wenig später am 18. Januar durch die Ortsbereiche Kahla, Plessa, Lauchhammer, Schwarzheide und Schwarzheide-Ost im Landkreis Elbe-Elster und im Landkreis Oberspreewald-Lausitz (Brandenburg). Auf einer Länge von 34 Kilometern verursachte dieses Ereignis erhebliche Schäden. Dächer wurden abgedeckt, Scheunen bis auf die Grundmauern zerstört, Hochspannungsleitungen abgeknickt und Waldbereiche verwüstet. Dem Schneisenverlauf zu urteilen überquerte dieser Tornado auch die Bundesautobahn 13 nahe der Anschlussstelle Schwarzheide. Die Schadenssumme dieses Ereignisses betrug 2 Millionen Euro.
  - Der dritte Tornado über deutschem Territorium am 18. Januar ereignete sich gegen 18:40 Uhr MEZ und zog durch den Südteil von Lutherstadt Wittenberg (Sachsen-Anhalt). Auf einer Spurlänge von 10 Kilometern und einer Breite von bis zu 500 Metern richtet dieses Ereignis schwere Schäden an, riss Dächer fort, ließ Giebelmauern einstürzen, warf ein Auto um einige Meter und verursachte an der Vegetation Verwüstungen. Zudem wurde ein historisches Kirchengebäude in Mitleidenschaft gezogen. Drei Menschen wurden durch diesen Tornado verletzt – die Schadenssumme wurde mit 10 Millionen Euro beziffert. Die Intensität dieses Tornados wurde mit T6/F3 festgesetzt.
- Am 15. Juni 2007 ereigneten sich mindestens drei Tornados über Deutschland.
  - Der stärkste dieser Tornados (T4/F2) zog gegen 16:00 MESZ durch Ortsbereiche der Ortschaften Tarmstedt und Westertimke im Landkreis Rotenburg (Wümme) in Niedersachsen. Auf einer Pfadlänge von vier Kilometern und einer Breite von bis zu 250 Metern entstanden Schäden an der Vegetation sowie an bis zu 20 Häusern im Ortsbereich Westertimke.
  - Gegen 17:15 MESZ zog ein weiterer Tornado (T3/F1) zwischen den Ortschaften Häsen und Bergsdorf im Landkreis Oberhavel in Brandenburg eine knapp 6 Kilometer lange Schneise durch ein Waldgebiet und über Ackerflächen, traf aber keine Gebäude.
  - Der dritte Tornado (T3/F1) an diesem Tag ereignete sich gegen 18:15 MESZ über dem Ostteil der Ortschaft Altbabensham bei Babensham im Landkreis Rosenheim in Bayern. Die Schäden dieses Tornados wurden auf bis zu einer Million Euro beziffert.

## Polen
- Am 18. Januar ereignete sich ein Tornado, welcher durch Ortsbereiche der Ortschaft Andrespol in der Woiwodschaft Łódź (województwo łódzkie) in den späten Abendstunden zog und teils schwere Schäden an Gebäuden und der Infrastruktur anrichtete. Dieses Ereignis erreichte die Intensität T4/F2.
- Am späten Nachmittag und frühen Abend des 11. Mai wurden mindestens sechs Tornados über dem Nordosten und Osten Polens registriert.
  - Der stärkste dieser Tornados (Intensität T4/F2) traf die Ortschaft Kwiecewo in der Woiwodschaft Ermland-Masuren (Województwo Warmińsko-Mazurskie) nahe Olsztyn. Auf dem Gelände eines einzelnen Hofes wurden Dächer abgedeckt, ein Dachstuhl teilweise zerstört und Scheunen zum Einsturz gebracht. Das Ortszentrum wurde von diesem Tornado glücklicherweise verfehlt.
  - Der quantitativ schadensreichste Tornado ereignete sich gegen 17:30 Uhr MESZ im äußersten Nordosten Polens. Dieser T3/F1-Tornado traf die Ortschaften Chodórowka Stara und Kopicówka in der Woiwodschaft Podlachien (Województwo Podlaskie) nahe Suchowola. Durch dieses Ereignis wurden in beiden Ortschaften an insgesamt 59 Gebäuden Dächer beschädigt. Die Schadenssumme wurde mit 5 Millionen Złoty (ungefähr 1,4 Millionen Euro) beziffert.
  - Ein anderer schwacher Tornado traf an diesem Tag den Ortsbereich der Kleinstadt Opole Lubelskie in der Woiwodschaft Lublin (Województwo Lubelskie) im zentralen Osten Polens gegen 16:00 Uhr MESZ und verwüstete das Gelände eines Zirkusplatzes. Bis zu 40 Menschen wurden verletzt als das Zirkuszelt, in welchem zum Zeitpunkt des Ereignisses eine Aufführung stattfand, fortgerissen wurde.
  - Weitere Tornados in Polen trafen an diesem Tag die Gemeinden beziehungsweise Ortsbereiche Rozogi in der Woiwodschaft Ermland-Masuren (Województwo Warmińsko-Mazurskie), Bronów und Soczówki in der Woiwodschaft Heiligkreuz (Województwo Swiętokrzyskie), sowie den Ort Kurów in der Woiwodschaft Lublin (Województwo Lubelskie).[3]
- Am 4. Juli traf ein Tornado (T4/F2) Teile des Ortes Gielczew in der ostpolnischen Woiwodschaft Lublin (Województwo lubelskie). Dächer und Dachstühle wurden komplett zerstört.[4]
- Am 20. Juli gegen 18:30 MESZ zog ein starker Tornado der Intensität T6/F3 über die nördlichen Teile der Woiwodschaft Schlesien (Województwo śląskie) nahe der Stadt Częstochowa. Auf einer Pfadlänge von 10 Kilometern und einer Breite von 200 Metern verursachte dieses Ereignis schwere Schäden in den Ortschaften Klomnice, Huby und Adamowo. Massive Wohnhäuser wurden stark beschädigt (Dächer, Dachstühle und Teile des Mauerwerks zerstört oder ernsthaft beschädigt), leichte Häuser komplett zerstört, Strom- und Telefonleitungen abgerissen und Bäume zersplittert.[5][6]
- Am Abend des 22. Juli gab es im östlichen Mitteleuropa eine kleine Tornadohäufung. Innerhalb von 2 Stunden bildeten sich über dem Osten Polens und dem äußersten Nordwesten der Ukraine mindestens 5 Tornados.
  - Einer davon zog eine 10 Kilometer lange Schneise durch Ortsteile der Gemeinde Gotówka Niemiecka in der Woiwodschaft Lublin (Województwo lubelskie). Dieses Ereignis, eingestuft als T4/F2, richtete vor allem in den dichten Wäldern dieser Region erhebliche Schäden an.
  - Der zweite Tornado entstand ebenfalls kurz vor 19 Uhr MESZ ungefähr 15 Kilometer westlich von Lublin (Ostpolen) und hielt über eine Stunde Bodenkontakt, wobei er eine Strecke von mindestens 108 Kilometern zurücklegte. Auf seinem Weg richtete dieser T5/F2-Tornado erhebliche Schäden an Gebäuden und in den Wäldern an, vier Menschen wurden durch Trümmerteile verletzt. Von Zerstörungen waren die Gemeinden Niezabitów, Naleczów, Spiczyn, Rozkopaczów, Krzczen, Kolacze, Brus, Okuninka und Wlodawa betroffen. Auf Höhe Wlodawa überquerte der Tornado die Grenze zu Belarus und zog bis in das Gebiet um Tomashovka im äußersten Südwesten der Region Brest (Brestskaya oblast'). Bislang ist noch unklar wie lange der Tornado über belarussischem Gebiet Bodenkontakt halten konnte oder auch ukrainisches Territorium traf. An fast allen Orten, wo der Tornado beobachtet werden konnte, wurde auch von teils extremen Hagelschlägen berichtet. Im Umkreis von Krzczen erreichten die Hagelkörner Durchmesser von bis zu 10 cm.[7][8]

## Ukraine
- Am späten Abend des 2. Juni zog ein T4/F2-Tornado durch die Kleinstadt Kiwerzi in der Oblast Wolyn (Volyns'ka oblast') in der nordwestlichen Ukraine. Auf einer Pfadlänge von drei Kilometern und einer Breite von 150 Metern wurden bis zu 60 Häuser teils stark beschädigt, Strom- und Telefonleitungen abgerissen und drei Hektar Wald zerstört. Aufgrund einer umfangreichen Schadensdokumentation und einem Video des Tornados, ist dies der bislang bestdokumentierte Fall aus der Ukraine.
- Am Abend des 22. Juli gab es im östlichen Mitteleuropa eine kleine Tornadohäufung. Innerhalb von 2 Stunden bildeten sich über dem Osten Polens und dem äußersten Nordwesten der Ukraine mindestens 5 Tornados.
  - Der stärkste dieser fünf Tornados (T7/F3) traf einen Ortsrand der Kleinstadt Turijsk in der Oblast Wolyn. Auf einer Pfadlänge von 7 Kilometern und eine Breite von 300 Metern wurden schwere Schäden an Gebäuden und der Vegetation verursacht, mindestens ein Steingebäude wurde bis auf die Grundmauern zerstört.
  - Ein weiterer starker Tornado (T6/F3) traf ebenfalls in der Oblast Wolyn die Ortschaften Holoby, Swydnyky und Kosyn. Auf einer Pfadlänge von 10 Kilometern wurden traditionelle Wohnhäuser komplett zerstört.

## Russische Föderation
- Am 4. Juli wurde die westliche Region der Teilrepublik Kalmykiya (Kalmückien) im mittleren Süden der russischen Föderation von drei Tornados getroffen. Ein Tornado (T3–5/F1–F2) traf das Dorf Umantsevo, beschädigte etliche Häuser, riss Fenster aus Mauerwerken, beschädigte Mauern und warf einen Lastkraftwagenanhänger. Begleitet wurde dieses Ereignis von schwerem Hagelschlag.[9]

## Frankreich
- Am 11. Februar ereigneten sich mindestens drei Tornados über Frankreich.
  - Der mit Abstand stärkste Tornado traf die Gemeinde Soulosse-sous-Saint-Élophe nahe Neufchâteau, in der damaligen Region Lothringen im Osten Frankreichs (Département Vosges), kurz nach 16 Uhr MEZ. Innerhalb von fünf Minuten wurden bis zu 80 Gebäude teils schwer beschädigt, Dächer und Dachstühle fortgerissen, Giebelwände zum Einsturz gebracht, Strom- und Telefonleitungen niedergerissen und Autos von herabstürzenden Dachziegeln und Mauerresten beschädigt – den schweren Schäden zu urteilen ist dieser Tornado mit der Intensität T5/F2 zu beschreiben. Sieben Menschen wurden durch dieses Ereignis verletzt, zwei von ihnen schwer. (siehe auch Weblink)[10]
  - Bei den weiteren Tornados in Frankreich an diesem Tag handelte es sich um wesentlich schwächere Ereignisse. Betroffen waren die Ortschaften Villechétive (nahe Sens in der damaligen Region Burgund) und Équeurdreville (nahe Cherbourg in der Normandie). Die Intensität dieser Tornados lag bei T2-T3/F1.

## Irland
- Am 11. Mai wurde ein Tornado in Irland gemeldet.

## Italien
- In den Morgenstunden des 30. August zog ein F2-Tornado durch die Region um Bergamo in der norditalienischen Lombardei. In bis zu acht Ortschaften wurden Schäden angerichtet.[11]

## Spanien
- Auf der Baleareninsel Mallorca ereignete sich am 4. Oktober mindestens ein Tornado, welcher, begleitet von schweren Gewittern mit Hagelschlag, durch Bereiche der Inselhauptstadt Palma de Mallorca zog und erhebliche Schäden an Gebäuden und der Infrastruktur anrichtete. Den Berichten und Fotos zufolge erreichte dieser Tornado F2-Intensität.[12][13][14]
- Nahe der südspanischen Stadt Cádiz ereignete sich am 28. September 2007 ein Tornado, welcher auf einer Länge von 20 Kilometern über Land zog und Schäden anrichtete.[15]

## Vereinigte Staaten

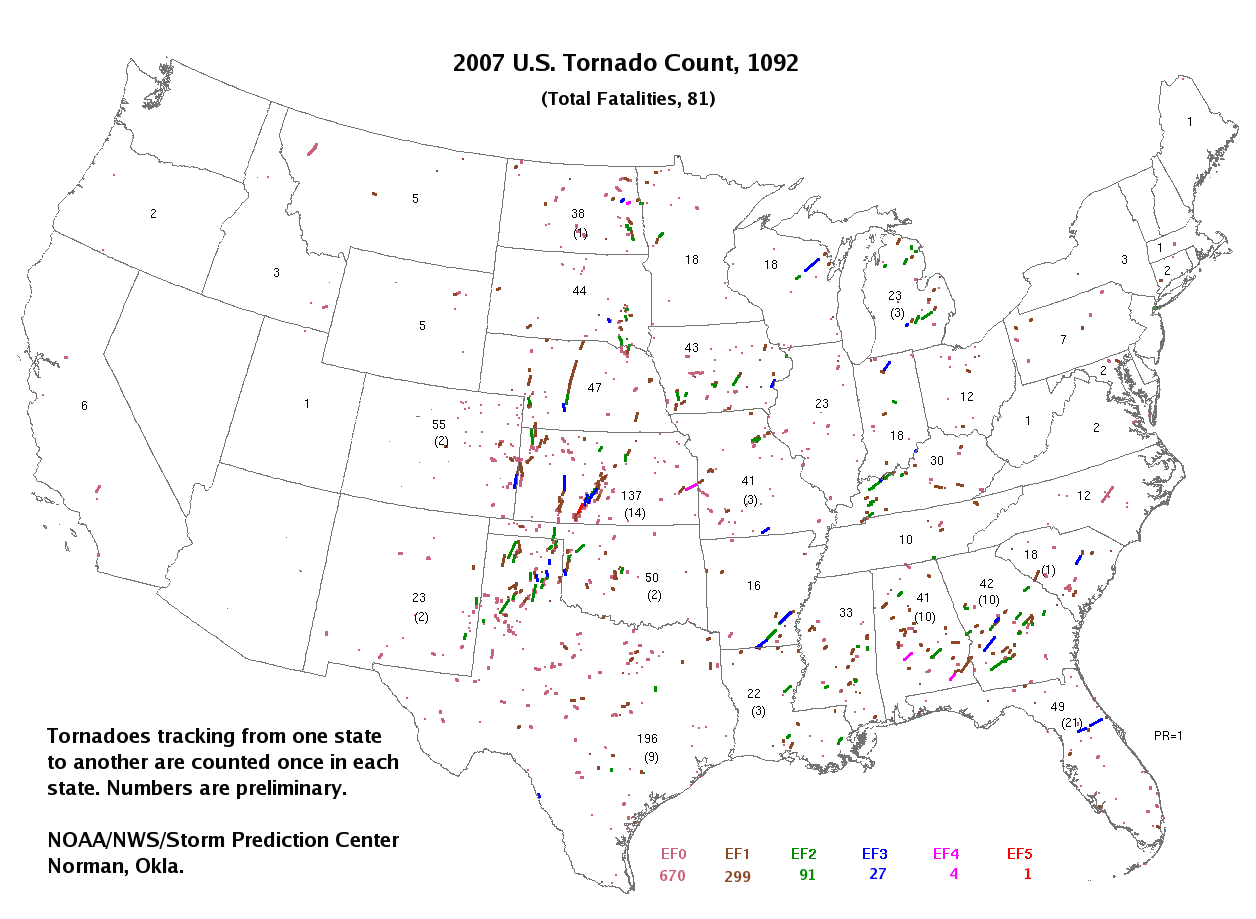
Vereinigte Staaten, 2007

In den USA wurden über 1.000 Tornados gesichtet.

## Kanada
Am 22. Juni 2007 entstand in Elie, Manitoba ein Tornado der Stärke F5. Er war der erste Fall eines F5-Tornados in Kanada. Er entstand in der Nähe eines Highways, wo Stormchaser und Amateur-Filmer ihn filmen konnten. Auch Meteorologen sahen auf den Radaren ungewöhnlich starke Gewitterfronten. Er hinterließ eine 40 km lange Schneise. Da er sich von jeglichen Zivilisationen, bzw. Städte oder generell Häuser, starben keine Menschen, und es wurden auch keine verletzt.